# Dowreh
Dowreh (persiska: شهرستان دوره, دوره) är en delprovins (shahrestan) i Iran.   Den ligger i provinsen Lorestan, i den västra delen av landet, 400 km sydväst om huvudstaden Teheran.
Delprovinsen hade 41 756 invånare 2016.